# William Kong
William Kong (江志強, né en 1951), aussi crédité sous le nom de Bill Kong, est un producteur de cinéma hongkongais qui a travaillé sur de nombreux grands succès internationaux tels que Tigre et Dragon (2000), qui lui valut une nomination à l'Oscar du meilleur film et au BAFTA Award du meilleur film.
Il a coproduit les films Crossing Hennessy (en) (2010),, Sacrifices of War (2011) de Zhang Yimou, Rise of the Legend (2014), Chasseur de monstres (2015), Chasseur de monstres 2 (2018) et Le Dénonciateur (2019). Chasseur de monstres est, au moment de son exploitation, le plus gros succès au box-office chinois. Il est également crédité sur les films Hero (2002) de Zhang Yimou, Le Secret des poignards volants (2004), La Cité interdite (2007), Crazy Kung-Fu (2004) de Stephen Chow et Lust, Caution (2007) d'Ang Lee.
Il est le producteur exécutif du live-action du film d'animation de Disney de 1998, Mulan (2020), et le producteur du biopic musical Anita (en) sur la défunte chanteuse de cantopop Anita Mui.